# Condado de Elk (Kansas)
O Condado de Elk é um dos 105 condados do estado americano de Kansas. A sede do condado é Howard, e sua maior cidade é Howard. O condado possui uma área de 1 684 km² (dos quais 8 km² estão cobertos por água), uma população de 3 261 habitantes, e uma densidade populacional de 2 hab/km² (segundo o censo nacional de 2000). O condado foi fundado em 25 de março de 1875.